# Попандопуло, Иван Григорьевич
Иван Григорьевич Попандопуло (Папандопуло, Попандополо) (1823, Николаев, Николаевское и Севастопольское военное губернаторство — 1891, Одесса, Херсонская губерния) — вице-адмирал, герой Севастопольской обороны, Георгиевский кавалер (1856).

## Биография
Сын генерал-майора морского ведомства Григория Андреевича Попандопуло (Папандопуло) и его супруги — Елизаветы Ивановны Бардаки (? — после1856), внук генерал-майора Ивана Григорьевича Бардаки (1764? — 1821). Старший брат контр-адмирала Александра Григорьевича Попандопуло (1836). Родился в Николаеве 20 апреля 1823 года[по какому календарю?].

### Начало военной карьеры
В 1837 году поступил на службу в Черноморский флот гардемарином, в 1839 году был произведен в мичманы, в 1849 году получил чин лейтенанта.
В 1850 году Попандопуло был назначен сопровождать наследника цесаревича Александра Николаевича и великих князей Константина, Николая и Михаила Николаевичей в их заграничном плавании, по возвращении из которого был награжден императором Николаем I бриллиантовым перстнем.

### Участие в Крымской войне
С началом Крымской войны он был назначен старшим лейтенантом на пароходофрегат «Владимир». В ноябре 1853 года капитан-лейтенант Г. И. Бутаков взял в плен турецко-египетский пароход «Первас-Бахри» и Попандопуло привёл его в Севастополь. За отличие в этом деле Попандопуло был произведён в капитан-лейтенанты и награждён орденом Св. Владимира 4-й степени с мечами и бантом.
В период обороны Севастополя с 23 июня по 10 сентября 1854 года он командовал «Парижской батареей» и морским батальоном на Северной стороне Севастополя, затем 5-м бастионом; 11 октября 1854 года получил контузию и совершенно потерял слух. В 1855 году получил командование пароходофрегатом «Одесса». В мае-июне 1855 года обстреливал наступавшего на севастопольские редуты неприятеля и за это сражение был награждён орденом Св. Станислава 2-й степени с мечами.
Во время последнего штурма на Малахов курган, 27 августа 1855 года, одна из бомб, упавших на фрегат, произвела пожар: одновременно возгорелись кормовая и носовая части, и запылала шкиперская каюта. Попандопуло сделал распоряжение об отступлении с боевой позиции и сохранил невредимым почти весь свой экипаж. За это был награждён орденом Св. Анны 2-й степени с мечами. За отличия в при обороне Севастополя Попандопуло получил также золотую саблю с надписью «за храбрость» и орден Св. Георгия 4-й степени (№ 9909; 07.04.1856).

### Дальнейшая служба
По окончании войны он был переведён на Балтийский флот и получил назначение командиром винтового корвета «Посадник». В июле 1858 года, по собственному прошению, был возвращён на Чёрное море — командиром винтового корвета «Удав» и 40-го флотского экипажа. 1 января 1862 года произведен в капитаны 2-го ранга. В 1864 году награжден крестом «За службу на Кавказе».
1 января 1866 года Попандопуло был произведён в капитаны 1-го ранга; в 1868 году награждён орденом Св. Владимира 3-й степени с мечами.
В 1871 году назначен заведующим морскою частью в Севастополе, а 31 марта 1874 года произведён в контр-адмиралы. В 1877 году награжден орденом Св. Станислава I степени. В 1878 году награжден орденом Св. Анны I степени.
Во время Русско-турецкой войны 1877-78 гг. он был назначен заведующим обороной с моря и начальником флотилии.
В 1878 году назначен командиром Севастопольского порта. Неоднократно исполнял должность Севастопольского градоначальника, участвовал в 1872 году в качестве члена «Высочайше утверждённой под председательством генерал-адъютанта Н. А. Аркаса, комиссии, по устройству Севастополя в военном, административном и коммерческом отношениях».
В 1884 году произведён в вице-адмиралы и уволен от службы.
Умер 31 октября (12 ноября) 1891 года в Одессе, отпевание совершено в одесской Архангело-Михайловской монастырско-приходской церкви; похоронен в Севастополе 5 ноября 1891 года на Севастопольском городском кладбище (даты по юлианскому календарю; о чем сделана запись в метрической книге Севастопольского Свято-Николаевского Адмиралтейского собора) .

## Награды
И. Г. Попандопуло был кавалером многих российских, греческих, австрийских и неаполитанских орденов.